# Decaspermum fruticosum
Decaspermum fruticosum är en myrtenväxtart som beskrevs av Johann Reinhold Forster och Johann Georg Adam Forster. Decaspermum fruticosum ingår i släktet Decaspermum och familjen myrtenväxter. Inga underarter finns listade i Catalogue of Life.